# Rouxeville
Rouxeville è un comune francese di 332 abitanti situato nel dipartimento della Manica nella regione della Normandia.

## Società

### Evoluzione demografica
Abitanti censiti